# Paco Mendoza
Paco Mendoza es un rapero y cantante argentino con ascendencia peruana y paraguaya. Estilísticamente se mueve entre el reggae, el dancehall y el reguetón, cantado tanto en lengua española como en la alemana.
En su adolescencia, emigró con su familia a Alemania, en dónde rápidamente entró en contacto con la escena reggae local. Su hermano mayor fundó, junto a músicos alemanes, la formación de hip hop Blumentopf, y poco tiempo después él mismo formó parte de un grupo popular de raggamuffin, llamado Raggabund.
En el año 2004, Mendoza se juntó con el grupo de productores Silly Walks y comenzaron el proyecto Caramelo Criminal, que aun siendo casi todos nativos de Alemania, cantaban sus letras en castellano.
En el año 2006 Raggabund ganó el Grammy de Reggae alemán, el premio más reconocido de la escena local.

## Discografía

### ConRaggabund
- 2000', "Gott Steh Mir Bei", Dancehallfieber 1 (Compilation) (DHF-Records)
- 2000', "Wo Denn?", BR Zündfunk – Unter unserem Himmel 2 (Compilation) (Virgin)
- 2001', "Wo Denn?" (single) (ZYX-music)
- 2001', "Wo Denn?", Danhallfieber 2 (Compilation) (DHF-Records)
- 2002', "Wo Denn", Full Hundred One (Compilation) (Universal)
- 2003', "Que Sera & Top Shotta", Dancehall Reggae Made In Germany 1 (Compilation) (Modernsoul Records)
- 2003', "Militär", Dancehallfieber 3 (Compilation) (DHF-Records)
- 2004', "Ganjatherapie", Danhallfieber 4 (Compilation) (DHF-Records)
- 2006', "Erste Welt", Raggabund (album) (Edel Music)
- 2006', "Babygirl", Raggabund (single) (Edel Music)
- 2006', "Babygirl", BR Zündfunk – Frisch gepresst 2 (Compilation) (Redwinetunes)
- 2012', "Mehr Sound" (album)  (Chusma Records)
- 2012', "Bleib nicht stehn" (single) (Chusma Records)
- 2013', "Refugee" (single) (Chusma Records)

### ConCaramelo Criminal
- 2002', "Traidora", Global Hip Hop Tunes (Compilation) (BMG Ariola Miller)
- 2002', "Que Sera", Four Elements 2 (Compilation) (Four Music)
- 2002', "Que Sera", Silly Walks – Songs of Melody (album) (Four Music)
- 2002', "Que Sera", Silly Walks feat. Caramelo Criminal (single) (Four Music)
- 2004', "Caramelo Criminal", Caramelo Criminal (album) (PIAS)
- 2004', "Por Qué Te Vas?", Caramelo Criminal (single) (PIAS)
- 2004', "La Mina & Políticos", Caramelo Criminal (7´´Single) (PIAS)
- 2006', "Por Que Te Vas?", Latin Garden 2 (Compilation) (Yeni Dünya Müzik)
- 2007', "Que Sera", Muevete Bien Sabor Mestizo (Compilation) (Ventilador Music)
- 2007', "Menealo", The Superstar DJs – Born originals (album) (Nation Music)
- 2008', "Respetala", General Key (single) (Oneness Records)

### ConKoalas Desperados
- 2009', "Vengo", (single) (Rootdown Records)
- 2009', "Koalas Desperados", (album) (Rootdown Records)
- 2012', "Asamblea”, feat. Akua Naru (single) (Rootdown Records)

### En solitario
- 2001', "Mission", World Report (single) (Germaican Records)
- 2003', "Compañeros 36”, Les Babacools (album) (Babacools Records)
- 2003', "Wieso, Mellow Mark feat. Criminal - Sturm (album) (WEA Warner)
- 2003', "Es mi Señor”, & Reflexionando”, Rootdown Records Allstars Sampler (Rootdown Records)
- 2003', "Planetenmonde”, Bastlaz feat. Paco Mendoza (Beatz aus der Bude / Groove Attack)
- 2004', "Ten Fé”, Headcornerstone feat. Paco Mendoza (Soulfire Artists)
- 2004', "Attaque”, House of Riddim feat. Paco Mendoza (single) (Soulfire Records)
- 2005', "Mestizo Fonk”, Les Babacools feat. Paco Mendoza (single) (SPV Records)
- 2005', "Mundo Stereo”, Les Babacools (album) (SPV Records)
- 2005', "Mi Corazón", Crystal Woman (single) (Rootdown Records)
- 2005', "Attaque”, House of Riddim feat. Paco Mendoza (Compilation) (BonnBoomMusic)
- 2007', "Las bliebe”, Elijah feat. Paco Mendoza (single) (Roaaar Music)
- 2007', "Tu Hijo”, Condorsito feat. Paco Mendoza (7´´Single) (Bassrunner Productions)
- 2007', "Leb deinen Traum”, con Einshoch6 und dem Bayerischen Rundfunkorchester (Scaperrecords)
- 2008', "Han Matado Un Niño", Karamelo Santo – Antena Pachamama (album) (K-Industria)
- 2008', "Miren Quien llegó”, Barrio Candela feat. Paco Mendoza (La Cupula)
- 2008', "Wa Wanko”, Bushbayer feat. Paco Mendoza, El Tiburón (Ability Music)
- 2008', "Solidarisation”, Irie Revoltes feat. Paco Mendoza (Skycap Record)
- 2009', "Krieger der Sonne”, House of Riddim – Für alle (album) (House of Riddim)
- 2009', "Souldat”, Mellow Mark & Pyro feat. Paco Mendoza (Pyromusic)
- 2009', "Las bliebe”, Elijah – Beweg di (album) (Groove Attack)
- 2010', "Son Maldito", Les Babacools (album) (GLM Music)
- 2010', "Musical Exit”, Les Babacools feat. Paco Mendoza, Mil Santos (single) (GLM Music)
- 2010', "La Frekuencia”, Paco Mendoza, Cumbia Bestial (Compilation) (Chusma Records)
- 2010', "Consciente y Positivo", Paco Mendoza (album) (Chusma Records)
- 2010', "El Caminito”, Mil Santos feat. Paco Mendoza, Lafrotino (single) (Dreaminc. Ent.)
- 2011', "Si se puede”, Clan Urbano feat. Paco Mendoza (Play Music)
- 2012', "Me voy”, Miss Maiko feat. Paco Mendoza + Nubla (single) (Ruin Records)
- 2012', "Pensées”, Doc Dondo feat. Paco Mendoza (Doc Dondo)
- 2013', "Kölle!", Mirko Polo feat. Paco Mendoza, Def Benski (single) (Dabbelju Music)
- 2013', "Lost Tapes”, Paco Mendoza & DJ Vadim (EP) (Chusma Records)
- 2013', "Rudegal”, So Shifty feat. Paco Mendoza (single) (Man Recordings)